# ناپایدلا
ناپایدلا (به چکی: Napajedla) یک منطقهٔ مسکونی و شهرستان دارای شهرک سابقاً روستا در جمهوری چک است که در ناحیه زلین واقع شده‌است. ناپایدلا ۷٬۶۹۴ نفر جمعیت دارد.